# Grammatica tedesca
Questo articolo tratta della grammatica della lingua tedesca, concentrandosi sul tedesco standard.

## Pronuncia
L'alfabeto tedesco è composto da 28 lettere e si caratterizza per la lettera ß e l'Umlaut sulle vocali ä, ö e ü. È da notare che una riforma dell'ortografia entrata in vigore nel 1996 prevede che si scriva ß solo dopo vocale lunga o dittongo; dopo vocale breve si scriverà sempre ss. Si veda il seguente esempio: bacio si scriveva anticamente Kuß, ma attualmente si scrive Kuss.

### Vocali
- La lingua tedesca possiede vocali lunghe, brevi e semilunghe.

Le vocali brevi sono sempre aperte. Le vocali lunghe e semilunghe sono quasi sempre chiuse.
La a tedesca è neutrale, il che significa che la sua pronuncia, sia essa breve o lunga rimane ugualmente distante dalla o e dalla e. Generalmente la a lunga viene però pronunciata di qualche grado più bassa di quella breve e semilunga.
| Lettera | Pronuncia approssimata | Esempio                                     | Pronuncia           | AFI  |
| ------- | --- | ------------------------------------------- | ------------------- | ---- |
| a       | 1. in sillaba chiusa ha suono breve come la a di "watt" | backen (cuocere al forno)                   | /'bakən/            | /a/  |
|         | 2. in sillaba aperta ha suono lungo come la a di "caso" | haben (avere)                               | /'ha:bən/           | /aː/ |
| ä       | 1. in sillaba chiusa suono breve e aperto come la e di "serpe" | der Lärm (rumore)                           | /lɛɐ̯m/              | /ɛ/  |
|         | 2. in sillaba aperta e nei monosillabi che terminano con una sola consonante ha suono lungo e aperto come la e di "lei"                                                               | gären (fermentare), spät (tardi)            | /'gɛ:ʀən/, /ʃpɛ:t/  | /ɛː/ |
| e       | 1. in sillaba chiusa suona come la e aperta breve di "serpe" | denn (perché)                               | /dɛn/               | /ɛ/  |
|         | 2. in sillaba aperta suona come la e lunga chiusa di "bere" | lesen (leggere)                             | /'le:zən/           | /eː/ |
|         | 3. nei prefissi "be-" e "ge-", nelle desinenze "-en" e "-e" e nella vocale congiuntiva/eufonica "-e-" (es. badete), mai accentati, ha suono indistinto (scevà) come nel francese "le" | bringen (portare)                           | /'bʀiŋən/           | /ə/  |
| i       | 1. in sillaba chiusa ha suono breve come la i di "fitto", ma poco più aperto, tendente alla e chiusa                                                                                  | bis (fino a)                                | /bɪs/               | /ɪ/  |
|         | 2. seguita da h suona come la i lunga di "fine" | ihm (a lui/esso)                            | /i:m/               | /iː/ |
| ie      | come la i lunga di "fine" quando la i e la e sono nella stessa sillaba | viel (molto)                                | /fi:l/              | /iː/ |
| o       | 1. in sillaba chiusa ha il suono aperto breve della o di "posta" | die Post (posta)                            | /pɔst/              | /ɔ/  |
|         | 2. in sillaba aperta e nei monosillabi che terminano con una consonante ha il suono chiuso lungo della o di "solo"                                                                    | rot (rosso)                                 | /ʀo:t/              | /oː/ |
| ö       | 1. in sillaba chiusa ha suono aperto breve, a metà fra o e e | der Körper (corpo)                          | /'kœɐ̯pɐ/            | /œ/  |
|         | 2. in sillaba aperta ha suono chiuso lungo, a metà fra o e e | stören (disturbare)                         | /'ʃtø:ʀən/          | /øː/ |
| u       | 1. in sillaba chiusa e come secondo elemento di dittongo suona più aperta (tendente a o) che in italiano                                                                              | der Hund (cane), das Haus (casa)            | /hʊnt/, /haʊ̯s/      | /ʊ/  |
|         | 2. seguita da "h" che ne chiude la sillaba, in sillaba aperta e nei monosillabi che terminano con una sola consonante è la u lunga di "uno"                                           | die Kuh (mucca), tun (fare)                 | /ku:/, /tu:n/       | /uː/ |
| ü       | 1. in sillaba chiusa è come la "u" francese, ma un po' più aperta | zurück (indietro)                           | /ʦu'rʏk/            | /ʏ/  |
|         | 2. seguita da "h" che ne chiude la sillaba e in sillaba aperta è come la "u" francese, lunga                                                                                          | die Mühe (fatica, sforzo), die Güte (bontà) | /'my:ə/, /'gy:tə/   | /yː/ |
| au      | come in italiano, ma la u è un po' più aperta | das Haus (casa)                             | /haʊ̯s/              | /aʊ/ |
| äu      | si pronuncia "oi", con la "o" aperta (è la forma metafonizzata di "au") | die Häuser (case)                           | /'hɔʏ̯zɐ/ (/'hɔɪ̯zɐ/) | /ɔʏ/ |
| eu      | identico a "äu" | die Eule (gufo)                             | /'ʔɔʏ̯lə/ (/'ʔɔɪ̯lə/) | /ɔʏ/ |
| ei      | si pronuncia "ai", ma la i è un po' più aperta che in italiano | sein (suo di lui/esso; essere)              | /zaɪ̯n/              | /aɪ/ |
| y       | Se è preceduto da una vocale si legge come una i, se è preceduto da una consonante o è la prima lettera della parola si legge come ü più chiusa                                       | der Typ (tipo, uomo, persona)               | /ty:p/              | /yː/ |

### Consonanti
| Lettera | Pronuncia approssimata | Esempio                                        | Pronuncia                        | AFI  |
| ------- | --- | ---------------------------------------------- | -------------------------------- | ---- |
| b       | 1. in principio e corpo di parola è come la b di basso | bis (fino a)                                   | /bɪs/                            | /b/  |
|         | 2. in fine di parola e davanti a una consonante sorda si desonorizza in p | ab (a partire da)                              | /ʔap/                            | /p/  |
| c       | 1. davanti alle palatali e, i, ä, ö, ü, y è come la z di "pazzo". | Cäsar (Cesare)                                 | /'ʦɛ:zaɐ̯/                        | /ts/ |
|         | 2. altrimenti come la c di cane | die Café (bar, caffè)                          | /ka'fe:/                         | /k/  |
| ch      | 1. nel gruppo "chs" è come la c di cane | das Wachs (cera)                               | /vaks/                           | /k/  |
|         | 2. dopo a, o, u è fricativa gutturale sorda | machen (fare)                                  | /'maxən/                         | /x/  |
|         | 3. dopo ä, ö, ü, i ed e (le palatali) è fricativa palatale sorda | brechen (rompere)                              | /'bʀɛçən/                        | /ç/  |
| d       | 1. come la d di data | danke (grazie)                                 | /'daŋkə/                         | /d/  |
|         | 2. alla fine di una parola o davanti a una consonante sorda si desonorizza in t | das Rad (ruota; bicicletta)                    | /ʀa:t/                           | /t/  |
| g       | 1. come la g di "gara" | das Gas                                        | /gas/                            | /g/  |
|         | 2. a fine parola o davanti a consonante sorda si desonorizza in k | der Zug (treno)                                | /ʦu:k/                           | /k/  |
|         | 3. nel suffisso "ig" è fricativa palatale sorda | wenig (poco)                                   | /'ve:nɪç/                        | /ç/  |
|         | 4. sempre gutturale, anche davanti ad e ed i | das Geld (soldi)                               | /gɛlt/                           | /g/  |
| h       | 1. ad inizio parola e dopo prefisso è un'aspirazione (fricativa glottidale sorda) sempre pronunciata | das Haus (casa)                                | /haʊ̯s/                           | /h/  |
|         | 2. in chiusura di sillaba non si aspira ma allunga la vocale precedente (Dehnungs-h) | nehmen (prendere)                              | /'ne:mən/                        | ⦰    |
| j       | è una semiconsonante palatale, come nell'italiano "iuta", "aiuto" | ja (sì), jemand (qualcuno)                     | /ja:/, /'je:mant/                | /j/  |
| qu      | si pronuncia come se fosse scritto "kw", quindi in questo caso la "u" suona come la "v" italiana | die Quelle (fonte)                             | /'kvɛlə/                         | /k/  |
| r       | 1. si pronuncia "moscia", come in francese | die Ruhe (calma)                               | /'ʁu:ə/                          | /ʁ/  |
|         | 2. in chiusura di sillaba e nella desinenza "-er" si vocalizza (vokalisches r), assumendo all'incirca il suono di una "a". La vocalizzazione della r non causa però un cambio della sillabazione: questa vocale non può infatti formare sillaba a sé, e resta quindi legata alla vocale che la precede. | Berlin (Berlino), der Lehrer (insegnante)      | /bɛɐ̯'li:n/, /'le:ʀɐ/             | /ɐ̯/  |
|         | 3. nelle varianti austriache e svizzere /ɐ/ non esiste e la r si pronuncia normalmente. | die Uhr (orologio)                             | /uːr/                            | /r/  |
| s       | 1. ad inizio di parola e scritta singola fra due vocali è come la s sonora di "rosa" | sie (lei), die Rose (rosa)                     | /zi:/, /'ʀo:zə/                  | /z/  |
|         | 2. a fine di parola, davanti a consonante e scritta doppia fra due vocali è come la s sorda di "sasso" | der Fluss (fiume), messen (misurare)           | /flʊs/, /'mɛsən/                 | /s/  |
| ß       | detta Eszett (esse-zeta) o scharfes s (esse forte), è come la s sorda di "sasso"; si trova solo dopo vocali lunghe o dittonghi | groß (grande), heißen (chiamarsi, significare) | /gʀo:s/, /'haɪ̯sən/               | /s/  |
| sch     | come la sc di "sci" | schön (bello)                                  | /ʃø:n/                           | /ʃ/  |
| sp      | all'inizio di una parola o dopo prefisso è come sch tedesco seguito da p | spät (tardi)                                   | /ʃpɛ:t/                          | /ʃp/ |
| st      | all'inizio di una parola o dopo prefisso è come sch tedesco seguito da t | die Stadt (città)                              | /ʃtat/                           | /ʃt/ |
| tsch    | è come la c dolce di "ciao" | deutsch (tedesco)                              | /'dɔʏ̯tʃ/ (/'dɔɪ̯tʃ/)              | /tʃ/ |
| v       | 1. come la f di "falso" | voll (pieno)                                   | /fɔl/                            | /f/  |
|         | 2. nei prestiti conserva il suono originario, cioè la v di "vino" | das Verb (verbo)                               | /'vɛɐ̯p/                          | /v/  |
| w       | come la v di "vino" | wo (dove)                                      | /vo:/                            | /v/  |
| z       | come la z di "ozio", "pazzo", mai sonora come in "zero" | zehn (dieci)                                   | /ʦe:n/                           | /ts/ |
| /ʔ/     | quando una parola inizia con una vocale, anche dopo prefisso, la vocale è preceduta da un colpo di glottide; questa consonante non si scrive ed è assente nelle varianti svizzere. | die Eule (gufo), beenden (terminare)           | /'ʔɔʏ̯lə/ (/'ʔɔɪ̯lə/), /bə'ʔɛndən/ | /ʔ/  |

## Genere, numero e casi
In modo simile all'italiano, le parti variabili del discorso (esclusi i verbi) sono caratterizzate da un genere grammaticale (maschile e femminile, più il neutro), e da un numero (singolare, Singular (m.) o Einzahl (f.), e plurale, Plural (m.) o Mehrzahl (f.)).
Oltre alla presenza del genere neutro, ci sono altre due importanti differenze rispetto all'italiano per quanto riguarda il genere grammaticale nella lingua tedesca:
- la distinzione tra maschile (maskulinum/maskulin; männlich), femminile (femininum/feminin; weiblich) e neutro (neutrum/neutral; sächlich) in tedesco è valida esclusivamente al singolare. Al plurale nomi, aggettivi e pronomi prendono lo stesso articolo (nel caso dei nomi) e assumono le stesse desinenze.

Gli aggettivi tedeschi fra parentesi sono sinonimi; il primo segue la terminologia latina, il secondo è una traduzione tedesca, tranne per il neutro (derivato da "die Sache", la cosa; "neutrum" è composto da "ne uter" e significa nessuno dei due [generi]), dei termini latini.
- A differenza dell'italiano, che dispone di desinenze tipicamente legate a un genere (prevalentemente -o per il maschile e -a per il femminile), in tedesco è possibile solo in pochi casi stabilire quale sia il genere di un nome (ad esempio, la terminazione -ung è presente solo nei sostantivi femminili, -chen forma il diminutivo e ha genere neutro, mentre -in forma il femminile regolare a partire da sostantivi maschili). Per questo è spesso consigliato di memorizzare sempre i nomi con l'articolo corrispondente (der, die o das) e la forma del plurale, in modo da saperne ricordare il genere.

Oltre che per genere e per numero, articoli, nomi, aggettivi e pronomi vengono anche declinati per caso (der Fall, plur. die Fälle; der Kasus, plur. die Kasus). Esistono quattro casi in tedesco:
- Il nominativo (Nominativ; Wer-Fall; erster Fall), che esprime:
  - il soggetto di una proposizione, sia attiva che passiva, e tutto ciò che si riferisce direttamente al soggetto (come aggettivi, nomi del predicato e complementi predicativi del soggetto) e la parte nominale de predicato
- Il genitivo (Genitiv; Wes[sen]-Fall; zweiter Fall):
  - esprime il complemento di specificazione e tutto quello che vi si riferisce.
  - è richiesto da alcune preposizioni, ma che sempre più frequentemente preferiscono il dativo (esempio: complemento di specificazione espresso da von + dativo).
  - Esprime anche i complementi di causa e colpa
- Il dativo (Dativ; Wem-Fall; dritter Fall), esprime i complementi:
  - di termine e tutto quello che vi si riferisce,
  - d'agente (con preposizione)
  - di strumento (con preposizione)
  - di stato sia nel tempo che nello spazio. (con preposizione)
  - di moto in luogo circoscritto
  - di materia
  - di compagnia
- L'accusativo (Akkusativ; Wen-Fall; vierter Fall), è il caso usato per esprimere il
  - complemento oggetto e tutto quello che vi si riferisce,
  - complementi che indicano un movimento sia nel tempo che nello spazio.
  - complementi di vantaggio e svantaggio

I nomi tedeschi fra parentesi sono sinonimi; il primo segue la terminologia latina, è il più frequente, ed è di genere maschile (der Nominativ; hanno tutti l'accento sull'ultima sillaba, tranne Dativ che è accentato sulla prima sillaba); il secondo è una creazione tedesca che combina la flessione del pronome "wer", chi, e "Fall", caso; la terza, anche questa una creazione tedesca, è una semplice numerazione dei casi.

### Verbi che reggono il dativo
Alcuni verbi, diversamente dall'italiano, vogliono l'oggetto al dativo. Fra i più frequenti: helfen (aiutare), folgen (seguire), danken (ringraziare), verzeihen (perdonare) e alcune espressioni come mir ist kalt/warm (ho freddo/caldo).
- ich helfe dir ti aiuto
- ich folge dir ti seguo
- ich danke dir ti ringrazio

### Doppio accusativo
Ci sono alcuni verbi che reggono due accusativi, uno per l'oggetto diretto e uno per quello indiretto. Fra questi: abfragen (interrogare), nennen (chiamare qualcuno in un certo modo, dare del...), lehren (insegnare), kosten (costare).
- der Lehrer fragt sie den Roman ab  l'insegnante la interroga sul romanzo
- er nennt mich einen Taugenichts mi chiama buono a nulla / mi dà del buono a nulla
- er lehrt ihn Deutsch[2] gli insegna il tedesco
- dieser Urlaub kostet mich 2000 Euro questa vacanza mi costa 2000 euro

## L'articolo
Come già detto, l'articolo in tedesco è indispensabile, perché solo grazie a esso è possibile stabilire univocamente genere, numero e caso del nome a cui si riferisce. Inoltre, a volte (proprio come in italiano), l'utilizzo di un diverso articolo può cambiare, oltre al genere grammaticale di un nome, anche il suo significato, come nei seguenti esempi:
- der See (m.) / die See (f.) (il lago / il mare)
- der Leiter (m.) / die Leiter (f.) (il direttore / la scala)

Il tedesco possiede tre tipi di articoli: l'articolo determinativo, l'articolo indeterminativo e l'articolo negativo.
L'articolo determinativo corrisponde a quello italiano e segue la seguente declinazione: 
|            | Maschile | Femminile | Neutro | Plurale |
| ---------- | -------- | --------- | ------ | ------- |
| Nominativo | der      | die       | das    | die     |
| Genitivo   | des      | der       | des    | der     |
| Dativo     | dem      | der       | dem    | den     |
| Accusativo | den      | die       | das    | die     |

L'articolo indeterminativo corrisponde in generale a quello italiano (ma guarda l'articolo negativo) e proprio come quello italiano ha solo il singolare. La sua declinazione è la seguente:
|            | Maschile | Femminile | Neutro |
| ---------- | -------- | --------- | ------ |
| Nominativo | ein      | eine      | ein    |
| Genitivo   | eines    | einer     | eines  |
| Dativo     | einem    | einer     | einem  |
| Accusativo | einen    | eine      | ein    |

L'articolo negativo si forma aggiungendo una k all'articolo indeterminativo. Ne svolge la stessa funzione, ma viene usato per trasformare una frase positiva in negativa. Per esempio:
- Ich habe einen Hund = Ho un cane.
- Ich habe keinen Hund = Non ho un cane.

A differenza dell'articolo indeterminativo, l'articolo kein è dotato del plurale:
|            | Maschile | Femminile | Neutro | Plurale |
| ---------- | -------- | --------- | ------ | ------- |
| Nominativo | kein     | keine     | kein   | keine   |
| Genitivo   | keines   | keiner    | keines | keiner  |
| Dativo     | keinem   | keiner    | keinem | keinen  |
| Accusativo | keinen   | keine     | kein   | keine   |

### Quando non si usa l'articolo
In generale l'articolo non si usa nei seguenti casi:
- Con i nomi propri di persona o di città.
- Con i titoli, se si accompagnano al nome di una persona (es. Kaiser Wilhelm II., Doktor Schiwago).
- Con i nomi di paesi o Stati, ad eccezione di quelli femminili (es. die Türkei, die Schweiz, die Lombardei, die Toskana sono tutti femminili), quelli composti (es. die Dominikanische Republik, die USA) e quelli estesi (es. das Italien von heute, cioè l'Italia d'oggi). A differenza dell'italiano non è possibile mettere il nome di un paese al plurale (es. "le Italie della Prima Età Moderna" non corrisponderebbe ad una traduzione letterale in tedesco).
- Con tutti i nomi al plurale, se sono o intenzionalmente possono essere sottomessi ad una generalizzazione. Il tedesco non dispone di un articolo indeterminativo al plurale.
- Con nomi di materia (comprese le sostanze liquide) e molti nomi astratti, se il caso è il nominativo o l'accusativo.
- Con il genitivo anteposto. In questa posizione l'articolo viene sostituito dal genitivo (es. "Vaters Auto ist ...", cioè "la macchina del papà è ..."; "Der Fürsten Ruhm ...", cioè "La gloria dei prìncipi ...").

## Il sostantivo
I sostantivi in tedesco sono sempre scritti con la lettera maiuscola, sia i nomi comuni che quelli propri, e seguono tre declinazioni: la debole, la mista e la forte, con l'ultima categoria divisa ulteriormente in tre classi. Per capire a quale declinazione appartiene ogni nome, il vocabolario fornisce oltre alla forma del nominativo singolare, quella del genitivo singolare e del nominativo plurale. Per esempio: Meer <-es, -e> (che significa che il nominativo singolare è Meer, il genitivo singolare Meeres e il nominativo plurale Meere).
Nella lingua attuale il dativo singolare non ha desinenza, ma i sostantivi maschili e neutri con genitivo singolare -es in alcuni testi letterari o molto formali possono avere come arcaismo le desinenza -e: dem Volke, dem Kinde, dem Manne ecc... In alcuni casi cristallizzati, però, si mantiene ancora oggi; a esempio, zu Hause ("a casa", stato in luogo), nach Hause ("a casa", moto a luogo), am Fuße ("ai piedi", in senso geografico), im Zuge ("nel corso"), am Tage ("durante il giorno", nel linguaggio poetico).

### La declinazione debole
A questa categoria appartengono quasi tutti i nomi femminili, più alcuni maschili.
I nomi maschili che seguono questa declinazione sono caratterizzati dalla terminazione -en (o solo -n) in tutti i casi singolari e plurali a eccezione del nominativo singolare. I nomi femminili invece aggiungono tale desinenza solamente al plurale.
Sul vocabolario, quindi, i nomi maschili di questa declinazione verranno seguiti dalla dicitura <-en, -en> (o solo <-n, -n>), mentre i nomi femminili da <-, -en> (o solo <-, -n>).

### La declinazione forte

#### 1ª classe
A questa classe appartengono nomi di tutti e tre i generi, soprattutto maschili e neutri.
Prendono una -s al genitivo singolare (a parte i femminili, che al singolare non vengono mai declinati) e una -n al dativo plurale. Se, già al singolare, terminano con -en, al plurale restano invariati. I nomi maschili e femminili inoltre addolciscono la vocale al plurale (con l'utilizzo dell'Umlaut), mentre i nomi neutri rimangono invariati. Per esempio: der Vater - die Väter (il padre - i padri); das Wasser - die Wasser (l'acqua - le acque).

#### 2ª classe
A questa classe appartengono nomi di tutti e tre i generi.
Prendono -es (o solo -s) al genitivo singolare (tranne i nomi femminili, che al singolare non vengono mai declinati), -en al dativo plurale e -e in tutti gli altri casi del plurale. Mentre al plurale molti nomi maschili e tutti i nomi femminili addolciscono la vocale, i neutri prendono solamente la -e. Per esempio: der Sohn - die Söhne (il figlio - i figli); die Stadt - die Städte (la città - le città); das Brot - die Brote (il pane - i pani).

#### 3ª classe
A questa classe appartengono nomi maschili e neutri.
Tutti prendono -es (o solo -s) al genitivo singolare e -ern al dativo plurale e -er in tutti gli altri casi del plurale. I nomi maschili al plurale addolciscono sempre la vocale laddove ciò è possibile, mentre per i neutri di classe, alcuni la addolciscono altri no. Ad esempio: der Mann - die Männer (l'uomo - gli uomini); das Haus - die Häuser (la casa - le case); das Kind - die Kinder (il bambino - i bambini).

### La declinazione mista
Appartengono a questa categoria pochi nomi maschili e neutri e nessun femminile. Al singolare si comportano come nomi forti e prendono -es (o solo -s) al genitivo, mentre al plurale come deboli e prendono -en (o solo -n) per tutti i casi (senza addolcimento).

## Aggettivi e pronomi

### L'aggettivo
L'aggettivo in tedesco si declina in modo diverso a seconda che si trovi in posizione attributiva (quando cioè è attributo di un nome) o predicativa (quando è il nome del predicato di un verbo o svolge la funzione di avverbio). Nell'ultimo caso l'aggettivo non si declina affatto:
- Er ist gut = Egli è buono.
- Es ist gut = Esso è buono.
- Sie ist gut = Ella è buona.
- Sie sind gut = Essi/e sono buoni/e.

Quando svolge la funzione di attributo, invece, può seguire tre declinazioni: forte, debole o mista.
La declinazione forte ha queste terminazioni (che, si noti, corrispondono in generale a quelle dell'articolo determinativo):
|            | Maschile | Femminile | Neutro | Plurale |
| ---------- | -------- | --------- | ------ | ------- |
| Nominativo | -er      | -e        | -es    | -e      |
| Genitivo   | -en      | -er       | -en    | -er     |
| Dativo     | -em      | -er       | -em    | -en     |
| Accusativo | -en      | -e        | -es    | -e      |

La declinazione debole ha queste terminazioni:
|            | Maschile | Femminile | Neutro | Plurale |
| ---------- | -------- | --------- | ------ | ------- |
| Nominativo | -e       | -e        | -e     | -en     |
| Genitivo   | -en      | -en       | -en    | -en     |
| Dativo     | -en      | -en       | -en    | -en     |
| Accusativo | -en      | -e        | -e     | -en     |

La declinazione mista ha queste terminazioni:
|            | Maschile | Femminile | Neutro | Plurale |
| ---------- | -------- | --------- | ------ | ------- |
| Nominativo | -er      | -e        | -es    | -en     |
| Genitivo   | -en      | -en       | -en    | -en     |
| Dativo     | -en      | -en       | -en    | -en     |
| Accusativo | -en      | -e        | -es    | -en     |

La scelta della declinazione dipende da un gioco di incastri. Il tedesco, infatti, nella sequenza "articolo-aggettivo" non permette la ripetizione del tratto forte in entrambi gli elementi (fra articolo e sostantivo la ripetizione è inevitabile perché hanno ciascuno un'unica declinazione da seguire), quindi, nel caso l'articolo abbia il tratto forte, l'aggettivo, variabile, si adatterà assumendo la desinenza debole, mentre assumerà il tratto forte nel caso il primo non abbia desinenza o non compaia affatto. Schematizzando:
- L'aggettivo segue la declinazione debole quando è preceduto da un elemento che porta le terminazioni forti, come l'articolo determinativo, jeder ogni, dieser questo etc.
- L'aggettivo segue la declinazione forte quando non è preceduto da altri elementi portatori del tratto forte: dal momento che non ci sono elementi che portano il tratto forte, sarà l'aggettivo ad assumerlo. Unica apparente eccezione è il genitivo maschile e neutro singolare, debole perché il sostantivo in questa forma porta il tratto forte e l'aggettivo, variabile, si adatta di conseguenza.
- Nel caso l'aggettivo sia preceduto dall'articolo indeterminativo o negativo o da un aggettivo possessivo (in tedesco detti articoli possessivi perché si declinano, e quindi si comportano, come l'articolo indeterminativo), esso seguirà la declinazione mista: seguirà la declinazione forte quando l'altro elemento non porta il tratto forte (ovvero al nominativo maschile e neutro e all'accusativo neutro) e la declinazione debole in tutti gli altri casi.

Se un sostantivo è preceduto da più aggettivi, tutti gli aggettivi hanno sempre la stessa desinenza: se pensiamo alla sequenza "articolo-aggettivo-sostantivo" come una sequenza di tre campi, notiamo che sia uno sia potenzialmente infiniti aggettivi si troveranno sempre all'interno del campo "aggettivo", e quindi sono gerarchicamente pari.
La seguente tabella riassume le tre possibilità per il maschile dell'aggettivo gut, evidenziando il tratto forte: 
|            | Debole           | Forte        | Mista              |
| ---------- | ---------------- | ------------ | ------------------ |
| Nominativo | der gute Mann    | guter Mann   | ein guter Mann     |
| Genitivo   | des guten Mannes | guten Mannes | eines guten Mannes |
| Dativo     | dem guten Mann   | gutem Mann   | einem guten Mann   |
| Accusativo | den guten Mann   | guten Mann   | einen guten Mann   |

Gli aggettivi che già terminano in -e nella forma predicativa (quella mostrata dal vocabolario) non aggiungono un'ulteriore e quando si aggiungono le desinenze. Inoltre gli aggettivi che finiscono in -el o -er quando aggiungono la e mutano in -le o in -re.

### Il comparativo
- Il comparativo si forma aggiungendo una -er all'ultima sillaba dell'aggettivo:

| aggettivo        | → | comparativo             |
| ---------------- | - | ----------------------- |
| schnell (rapido) | → | schnell-er (più rapido) |
| wenig (poco)     | → | wenig-er (meno)         |

- La maggior parte degli aggettivi monosillabici aventi la vocale a, o, u, prendono l'Umlaut nel comparativo, gli aggettivi che già lo avevano, lo conservano:

| aggettivo      | → | comparativo          |
| -------------- | - | -------------------- |
| alt (vecchio)  | → | älter (più vecchio)  |
| groß (grande)  | → | größer (più grande)  |
| jung (giovane) | → | jünger (più giovane) |
| schön (bello)  | → | schöner (più bello)  |

- Gli aggettivi che hanno un dittongo (seguito da due vocali) non prendono l'Umlaut nel comparativo:

| aggettivo     | → | comparativo         |
| ------------- | - | ------------------- |
| grau (grigio) | → | grauer (più grigio) |
| neu (nuovo)   | → | neuer (più nuovo)   |

- Quando l'aggettivo o il comparativo è attributo di un verbo, è invariabile (non si declina). Al contrario se il comparativo è impiegato come epiteto, si accorda e si declina come un aggettivo:

| tedesco                                | italiano                                |
| -------------------------------------- | --------------------------------------- |
| Dieses Auto ist schöner                | Questa automobile è più bella           |
| Ich möchte ein schöneres Auto kaufen   | Vorrei comprare un'automobile più bella |
| Dieser Sitz ist bequemer               | Questa sedia è più confortevole         |
| Ich möchte einen bequemeren Sitz haben | Vorrei avere una sedia più confortevole |

#### Comparativo d'uguaglianza
- Il comparativo d'uguaglianza si forma con l'espressione so... wie o anche genauso... wie; l'aggettivo si pone tra queste due parole e resta invariabile mentre il secondo termine di paragone è al caso nominativo:

| tedesco                      | italiano                  |
| ---------------------------- | ------------------------- |
| Ich bin nicht so groß wie du | Io non sono alto come te. |

#### Comparativo di maggioranza
- Dopo l'aggettivo al comparativo, il secondo termine di comparazione è introdotto dalla congiunzione als e ha il caso nominativo.
- L'eventuale avverbio molto davanti al comparativo di maggioranza viene espresso con viel.

| tedesco                                           | italiano                                              |
| ------------------------------------------------- | ----------------------------------------------------- |
| Er ist kleiner als Markus                         | Lui è più piccolo di Marco                            |
| Die schwarze Bluse ist viel teurer als die braune | La camicia nera è molto più costosa di quella marrone |

#### Comparativo di minoranza
- L'aggettivo al grado positivo è preceduto dall'avverbio al comparativo weniger.
- Il secondo termine di paragone è introdotto da als e ha il caso nominativo.
- L'eventuale avverbio molto viene espresso aggiungendo viel prima di weniger.

| tedesco                                        | italiano                                         |
| ---------------------------------------------- | ------------------------------------------------ |
| Er ist weniger hoch als Markus                 | Lui è meno alto di Marco                         |
| Ich möchte ein viel weniger teures Auto kaufen | Vorrei comprare un'automobile molto meno costosa |

#### Comparativo degli avverbi
Il comparativo degli avverbi si forma aggiungendo -er a un avverbio:
| tedesco                      | italiano                     |
| ---------------------------- | ---------------------------- |
| Er fährt schneller als du    | Lui guida più veloce di te   |
| Er spricht lauter als Markus | Lui parla più forte di Marco |
| Er kommt öfter als du        | Lui viene più spesso di te   |

#### Comparativi irregolari
Il comparativo di alcuni aggettivi e avverbi si forma da radici irregolari. Fra i più usati sono:
| aggettivo        | → | comparativo              |
| ---------------- | - | ------------------------ |
| gut (buono/bene) | → | besser (migliore/meglio) |
| hoch (alto)      | → | höher (più alto)         |

| avverbio          | → | comparativo             |
| ----------------- | - | ----------------------- |
| viel (molto)      | → | mehr (più)              |
| gern (volentieri) | → | lieber (più volentieri) |

### Il superlativo

#### Superlativo relativo
Il superlativo relativo si ottiene aggiungendo -st all'aggettivo preceduto dall'articolo. Un aggettivo che porta un Umlaut al comparativo lo conserva al superlativo:
| aggettivo        | → | superlativo                    |
| ---------------- | - | ------------------------------ |
| schnell (rapido) | → | der schnellste (il più rapido) |

| aggettivo    | → | comparativo        | → | superlativo                |
| ------------ | - | ------------------ | - | -------------------------- |
| arm (povero) | → | ärmer (più povero) | → | der ärmste (il più povero) |

- Il superlativo si accorda come gli aggettivi:

| tedesco             | italiano                |
| ------------------- | ----------------------- |
| das schnellste Auto | L'automobile più veloce |
| das ärmste Land     | Il paese più povero     |

#### Superlativo assoluto
Il superlativo assoluto si forma invece facendo precedere dalla preposizione am l'aggettivo al superlativo con la desinenza -en:
| tedesco                        | italiano                      |
| ------------------------------ | ----------------------------- |
| dieses Auto ist am schnellsten | Questa macchina è velocissima |
| dieses Land ist am ärmsten     | Questo paese è poverissimo    |

Molto comune è anche utilizzare l'avverbio sehr prima dell'aggettivo al grado positivo:
| tedesco                      | italiano                                   |
| ---------------------------- | ------------------------------------------ |
| dieses Auto ist sehr schnell | Questa macchina è velocissima/molto veloce |
| dieses Land ist sehr arm     | Questo paese è poverissimo/molto povero    |

Inoltre si può ricorrere anche ad espressioni che combinano un aggettivo con un'altra parola per enfatizzarne il significato: riesengroß ("grandissimo", da Riese "gigante" e groß "grande"), eiskalt ("freddissimo, ghiacciato" da Eis "ghiaccio" e kalt "freddo"), hundemüde ("stanchissimo" da Hund "cane" e müde "stanco"), ecc.

#### Superlativo degli avverbi
Per costruire il superlativo di un avverbio basta aggiungere -en e farlo precedere da am, come per il superlativo assoluto. Questa forma è invariabile:
| tedesco                     | italiano                   |
| --------------------------- | -------------------------- |
| Dieser Mann tanzt am besten | Quest'uomo danza benissimo |

#### Superlativi irregolari
Il superlativo di alcuni aggettivi e avverbi si forma da radici irregolari. Fra i più usati sono:
| aggettivo        | → | comparativo              | → | superlativo                                      |
| ---------------- | - | ------------------------ | - | ------------------------------------------------ |
| gut (buono/bene) | → | besser (migliore/meglio) | → | der beste/am besten (il migliore/benissimo)      |
| hoch (alto)      | → | höher (più alto)         | → | der höchste/am höchsten (il più alto, altissimo) |

| avverbio          | → | comparativo             | → | superlativo                   |
| ----------------- | - | ----------------------- | - | ----------------------------- |
| viel (molto)      | → | mehr (più)              | → | am meisten (moltissimo)       |
| gern (volentieri) | → | lieber (più volentieri) | → | am liebsten (volentierissimo) |

Da notare che lieber traduce anche il verbo preferire:
- Ich gehe lieber ins Kino  =  preferisco andare al cinema

Il verbo preferire tuttavia esiste (vorziehen), ma è più comune la forma con lieber:
- Ich ziehe es vor, ins Kino zu gehen = ich gehe lieber ins Kino = preferisco andare al cinema

Allo stesso modo, am liebsten traduce piacere molto:
- Ich gehe am liebsten ins Kino = mi piace molto andare al cinema
- Pizza esse ich am liebsten = la pizza mi piace molto/la pizza è il mio cibo preferito
- Was machst du am liebsten im Urlaub? = cosa ti piace fare in vacanza?

### Il dimostrativo
In tedesco, come anche in italiano, gli aggettivi e pronomi dimostrativi coincidono nella forma. Quando si tratta di aggettivi, la grammatica tedesca li considera articoli (Demonstrativ-Artikel) perché si comportano come l'articolo, cioè portano sempre la terminazione forte.

#### Vicinanza ("questo")
Le terminazioni corrispondenti si aggiungono alla radice dies-:
|            | Maschile | Femminile | Neutro      | Plurale |
| ---------- | -------- | --------- | ----------- | ------- |
| Nominativo | dieser   | diese     | dieses/dies | diese   |
| Genitivo   | dieses   | dieser    | dieses      | dieser  |
| Dativo     | diesem   | dieser    | diesem      | diesen  |
| Accusativo | diesen   | diese     | dieses/dies | diese   |

L'aggettivo dimostrativo si pone come l'articolo direttamente davanti al nome al quale si rapporta (o davanti all'aggettivo che qualifica questo nome):
- dieser Mann = quest'uomo
- dieses kleine Mädchen = questa ragazzina
- diese Kinder = questi bambini

Nel nominativo e nell'accusativo del neutro singolare la desinenza può essere omessa, lasciando solo la radice:
- dies Kind = dieses Kind

Impiegati da soli dieser, diese, dieses hanno funzione di pronome:
- Welche Jacke gehört dir? = Qual è la tua giacca?

Diese. = Questa.

#### Lontananza ("quello")
Per questo pronome/aggettivo il tedesco moderno utilizza una costruzione in cui unisce l'articolo e l'avverbio da:
|            | Maschile | Femminile | Neutro | Plurale |
| ---------- | -------- | --------- | ------ | ------- |
| Nominativo | der da   | die da    | das da | die da  |
| Genitivo   | des da   | der da    | des da | der da  |
| Dativo     | dem da   | der da    | dem da | den da  |
| Accusativo | den da   | die da    | das da | die da  |

Si può anche utilizzare, nello stesso identico modo, la forma dieser dort, diese dort, dieses dort.
Nel caso si tratti di aggettivi, il sostantivo si trova fra l'articolo e l'avverbio:
- Der Mann da = quell'uomo
- Die Kinder da = quei bambini

Nel caso si tratti di un pronome, si utilizzano solo i due componenti:
- Welche Jacke gehört dir? = Qual è la tua giacca?

Die da. = Quella.
Nella lingua scritta e ricercata esiste anche la forma jener, jene, jenes, con lo stesso significato:
|            | Maschile | Femminile | Neutro | Plurale |
| ---------- | -------- | --------- | ------ | ------- |
| Nominativo | jener    | jene      | jenes  | jene    |
| Genitivo   | jenes    | jener     | jenes  | jener   |
| Dativo     | jenem    | jener     | jenem  | jenen   |
| Accusativo | jenen    | jene      | jenes  | jene    |

#### Altri dimostrativi
Inoltre, anche derjenige, diejenige, dasjenige ("quello, colui") e derselbe, dieselbe, dasselbe ("lo stesso") vengono considerati aggettivi/pronomi dimostrativi, ma vengono utilizzati quasi esclusivamente come pronomi. La loro declinazione unisce l'articolo a un pronome che segue la declinazione dell'aggettivo:
|            | Maschile   | Femminile  | Neutro     | Plurale    |
| ---------- | ---------- | ---------- | ---------- | ---------- |
| Nominativo | derjenige  | diejenige  | dasjenige  | diejenigen |
| Genitivo   | desjenigen | derjenigen | desjenigen | derjenigen |
| Dativo     | demjenigen | derjenigen | demjenigen | denjenigen |
| Accusativo | denjenigen | diejenige  | dasjenige  | diejenigen |

- Sie sind diejenigen, die ich gestern getroffen habe = Sono quelli che ho incontrato ieri
- Er hat viele Pullis, aber er trägt immer denselben = Ha tanti maglioni, ma mette sempre lo stesso

#### Pronome dimostrativoder, die, das
Il pronome dimostrativo der, die, das coincide quasi completamente con l'articolo determinativo. Le differenze riguardano i genitivi sia singolari che plurali e il dativo plurale:
|            | Maschile | Femminile | Neutro | Plurale |
| ---------- | -------- | --------- | ------ | ------- |
| Nominativo | der      | die       | das    | die     |
| Genitivo   | dessen   | deren     | dessen | derer   |
| Dativo     | dem      | der       | dem    | denen   |
| Accusativo | den      | die       | das    | die     |

- Herr Meier? Den kenne ich nicht = Il signor Meier? Non lo conosco
- Ich habe einen Brief von denen bekommen, die mit mir nach Spanien gereist sind = Ho ricevuto una lettera da quelli che hanno viaggiato con me in Spagna

### I pronomi personali
I pronomi personali vengono declinati (proprio come quelli in italiano). Inoltre il soggetto deve sempre essere espresso in tedesco (proprio come in inglese e in francese) da un pronome in assenza di altro.
| persona                | nominativo | genitivo | dativo | accusativo |
| ---------------------- | ---------- | -------- | ------ | ---------- |
| 1ª singolare           | ich        | meiner   | mir    | mich       |
| 2ª singolare           | du         | deiner   | dir    | dich       |
| 3ª singolare maschile  | er         | seiner   | ihm    | ihn        |
| 3ª singolare femminile | sie        | ihrer    | ihr    | sie        |
| 3ª singolare neutra    | es         | seiner   | ihm    | es         |
| 1ª plurale             | wir        | unser    | uns    | uns        |
| 2ª plurale             | ihr        | euer     | euch   | euch       |
| 3ª plurale             | sie        | ihrer    | ihnen  | sie        |
| 3ª riflessiva          | --         | seiner   | sich   | sich       |

### Pronome relativo
Il pronome relativo coincide quasi completamente con l'articolo determinativo. Le differenze riguardano i genitivi sia singolari che plurali e il dativo plurale: 
|            | Maschile | Femminile | Neutro | Plurale |
| ---------- | -------- | --------- | ------ | ------- |
| Nominativo | der      | die       | das    | die     |
| Genitivo   | dessen   | deren     | dessen | deren   |
| Dativo     | dem      | der       | dem    | denen   |
| Accusativo | den      | die       | das    | die     |

- Das ist das Haus, das ich gekauft habe. = Questa è la casa che ho comprato.
- Die Kollegen, mit denen ich arbeite, sind sehr nett. = I colleghi con cui lavoro sono molto gentili.
- Das ist das Haus, dessen Besitzer sehr alt ist. = Questa è la casa il cui proprietario è molto anziano.

### Gli aggettivi e i pronomi possessivi
Gli aggettivi e i pronomi possessivi in tedesco non sono mai preceduti dall'articolo (a differenza dell'italiano).
Gli aggettivi possessivi seguono la stessa declinazione dell'articolo indeterminativo, pertanto al nominativo maschile e neutro e all'accusativo neutro non hanno alcuna desinenza (e quindi non portano il tratto forte), mentre in tutti gli altri casi seguono la declinazione forte degli aggettivi.
I pronomi possessivi invece seguono in tutto e per tutto la declinazione forte (e si differenziano quindi dagli aggettivi possessivi solo al nominativo maschile e neutro e all'accusativo neutro).
Nella tabella viene fornito il nominativo maschile dell'aggettivo e del pronome:
| persona                                 | aggettivo | pronome |
| --------------------------------------- | --------- | ------- |
| 1ª singolare (mio)                      | mein      | meiner  |
| 2ª singolare (tuo)(1)                   | dein      | deiner  |
| 3ª singolare maschile (suo, di lui)(2)  | sein      | seiner  |
| 3ª singolare femminile (suo, di lei)(2) | ihr       | ihrer   |
| 3ª singolare neutra (suo, di esso)(2)   | sein      | seiner  |
| 1ª plurale (nostro)                     | unser     | unserer |
| 2ª plurale (vostro)                     | euer      | eurer   |
| 3ª plurale (loro)(3)                    | ihr       | ihrer   |

(1) prima della riforma ortografica del 1996 andava scritto con la lettera maiuscola

(2) notare che il genere dell'aggettivo/pronome di terza persona singolare dipende sempre dal genere grammaticale del possessore

(3) usato (con la lettera maiuscola) come forma di cortesia sia singolare che plurale